# Nymphon unguiculatum
Nymphon unguiculatum is een zeespin uit de familie Nymphonidae. De soort behoort tot het geslacht Nymphon. Nymphon unguiculatum werd in 1915 voor het eerst wetenschappelijk beschreven door Hodgson. 